# Philémon (bande dessinée)
Pour la bande dessinée espagnole, voir Mortadel et Filémon.
Pour les articles homonymes, voir Philémon.
Philémon est une série de bande dessinée de Fred apparue dans Pilote en 1965. Son personnage éponyme se promène entre son village français à une époque non explicitée et un monde fantastique où se trouvent notamment des îles formant les mots « OCEAN ATLANTIQUE » au milieu de l'océan de ce nom.

## Histoire
En 1965 Fred souhaite revenir au dessin. Il propose quinze planches au journal Spirou qui les refuse. René Goscinny est enthousiasmé et accepte la parution dans Pilote. Le style graphique particulier a du mal à plaire aux lecteurs mais Goscinny pousse pour la publication.

## Analyse
Les personnages rencontrés sont des prétextes pour la narration de l'univers.
Philémon est très poétique et joue avec les codes de la bande dessinée. La série a été inspirée par les œuvres du merveilleux enfantin du XIXe siècle comme Alice au pays des merveilles ou Le magicien d'Oz. Pour Anne-Claire Norot des Inrocks, le procédé « évoque évidemment les Monty Python, avec lesquels Fred partage cet irrésistible goût de l’absurde, du décalage et du non-sens. ».
L'auteur montre une critique de la société discrète et « légèrement misanthrope » dans son œuvre.

## Personnages
Philémon est un adolescent de grande taille, large d'épaules, un peu voûté. Son visage est allongé et il a les cheveux noirs, avec de longues mèches sur le devant. Il porte toujours un pull rayé bleu et blanc, trop court, qui laisse voir son nombril, et un pantalon noir. Il marche pieds nus. Philémon a un caractère doux et rêveur. Par maladresse ou par gentillesse, il se retrouve mêlé à des aventures inattendues, emporté dans le monde onirique des lettres de l'Océan Atlantique.
Dans cette bande dessinée, les personnages principaux qui accompagnent Philémon sont :
- son père l'incrédule Hector, qui ne croit pas que le monde des lettres existe, même quand il y est lui-même précipité dans Le voyage de l'incrédule.
- son oncle, Félicien qui l'aidera à voyager d'un monde à l'autre de différentes façons.
- son compagnon, l'âne Anatole, qui adore manger les chardons.
- son ami, Monsieur Barthélémy, le naufragé du « A », une espèce de Robinson, qui tentera par tous les moyens d'y retourner.
- le compagnon de Barthélémy, le centaure Vendredi,
- les manu-manu, des mains géantes qui se déplacent comme des chevaux.

## Publications

### Périodiques
Hormis Le Diable du peintre, dont les premiers épisodes ont paru dans Charlie Mensuel, toutes les histoires de Philémon sont parues dans Pilote et ses dérivés (Super Pocket Pilote, Annuel Pilote, Pilote & Charlie).

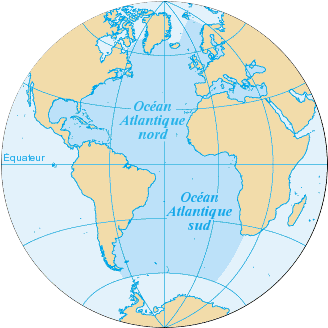
La série se déroule principalement sur différentes îles situées au milieu de l'Atlantique. Ces îles sont en forme de lettres géantes qui forment ainsi ensemble les mots OCÉAN ATLANTIQUE.

- Le mystère de la clairière des trois hiboux, 1965
- Par le petit bout de la lorgnette, 1966
- Le naufragé du A, 1968, première aventure longue de Philémon, Le Naufragé du « A » présente pour la première fois le monde des lettres de l'Océan Atlantique dans lequel retournera Philémon dans chaque album. Par son imagination et ses jeux sur les codes de la bande dessinée, il est devenu un classique[3],[4].
- Le piano sauvage, 1968
- Huit récits courts dans Super Pocket Pilote no 2 à 9, 1968-1970
- Le château suspendu, 1969
- Le voyage de l’incrédule, 1969-1970
- Simbabbad de Batbad, 1970
- L’Île des brigadiers, 1971
- À l'heure du second « T », 1972-1973
- Cases tous risques, dans Pilote Annuel, 1973
- L’arche du « A », 1973-1974
- L'Âne en atoll, 1976
- La Mémémoire, 1977
- Le Chat à neuf queues, 1978
- La feuille qui devait passer l’hiver, 1981. Publié en album sous le titre Le Secret de Félicien.
- L'Enfer des épouvantails, 1983
- Le Diable du peintre, dans Charlie Mensuel puis Pilote & Charlie, 1985-1986.
- Le train où vont les choses..., 2013

### Albums

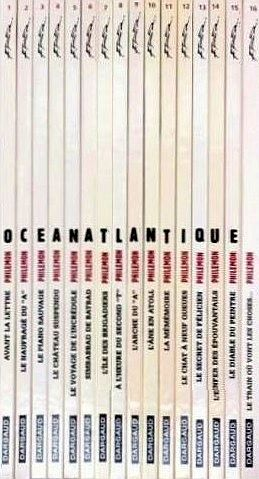
Série actuelle.

Avant la lettre était initialement le 11e album de la série. Dans les années 1980, elle a été renumérotée pour qu'il devienne le premier.
1. Avant la lettre, 1978
2. Le Naufragé du « A », 1972, l'histoire paraît en 1968 dans Pilote, des numéros 441 à 454[5]. L'album n'est publié qu'en 1972. La couverture montre Philémon en plan américain sur fond jaune, entouré par les deux soleils du monde du « A » dessinés au crayon[6]. L'album reparaît en 1987 avec une nouvelle couverture représentant Philémon au fond de l'eau nageant au-dessus d'un requin. Il reprend des histoires courtes : « Trois petits tours » (Pilote Super Pocket 3, 1969) et « Blurp ! »  (Pilote n° 543, 1970)[5].
3. Le Piano sauvage, 1973, l'histoire paraît en 1968 dans Pilote, des numéros 456 à 469[5]. L'album n'est publié qu'en 1973. La couverture représente Philémon faisant face à des hommes-papillons en plongée. En 1985, l'album reparaît avec une nouvelle couverture représentant Philémon en pleine corrida avec le piano sauvage[7]. L'album reprend deux histoires courtes de Philémon, « Deux ombres au tableau » (Pilote Super Pocket 6) et « La Bonne Soupe » (Pilote Super Pocket 8)[5].
4. Le Château suspendu, 1973, l'histoire paraît en 1969 dans Pilote, des numéros 487 à 504[5]. L'album n'est publié qu'en 1973. La couverture représente Philémon dans le bec d'un pélican-baleinier passant devant le château suspendu[8]. L'album est réédité en 1986 puis 2003. Il reprend deux histoires courtes de Philémon, « Le Miroir du clair de lune » (Pilote Super Pocket 7) et « Ainsi font, font, font… » (Pilote Super Pocket 4)[5].
5. Le Voyage de l'incrédule, 1974, l'histoire paraît en 1969 dans Pilote, des numéros 520 à 533[5]. L'album n'est publié qu'en 1974. La couverture représente le vaisseau-théâtre en mer, entouré de criticakouatiques dans leurs fauteuils[9]. L'album est réédité en 1992 puis 2003[10]. Il reprend deux histoires courtes de Philémon, « Chapeau ! » (Pilote Super Pocket 9) et « Une histoire pour passer le temps » (Pilote Super Pocket 2)[5].
6. Simbabbad de Batbad, 1974, l'histoire paraît en 1970 dans Pilote, des numéros 487 à 504[11]. L'album est publié en 1974. La couverture représente en gros plan Philémon sur la tête d'un chien géant[12]. L'album est réédité en 1992, la couverture représente alors le corps entier de Simbabbad, sur lequel se tient Philémon, et Barthélémy apparaît dans un nuage de fumée. L'album reprend une histoire courte de Philémon, avec des jeux sur les cases et la mise en page, « Cases tous risques » (Pilote no  annuel 74)[11].
7. L'Île des brigadiers, 1975, l'histoire paraît en 1971 dans Pilote, des numéros 604 à 625[5]. L'album n'est publié qu'en 1975. La couverture représente au premier plan une marionnette-brigadier et au fond Philémon et Barthélémy chevauchant un manu-manu[13].
8. À l'heure du second « T », 1975
9. L'Arche du « A », 1976, l'histoire paraît en 1973 dans Pilote, des numéros 736 à 746[5]. L'album n'est publié qu'en 1976. La couverture représente à gauche un trompomp et à droite Philémon sous la pluie, on aperçoit le centaure Vendredi au second plan en haut à gauche[13].
10. L'Âne en atoll, 1977
11. La Mémémoire, 1977, l'histoire paraît en 1977 dans Pilote, des numéros M35 à M 38[5]. L'album est publié la même année. La couverture représente Barthélémy suivant l'ange barbu dans un décor de nuages colorés en forme de têtes[14].
12. Le Chat à neuf queues, 1978
13. Le Secret de Félicien, 1981
14. L'Enfer des épouvantails, 1983
15. Le Diable du peintre, 1987
16. Le Train où vont les choses, 2013[15],[16].

### Intégrale
1. Tomes 1 à 5, Dargaud, 2011, 304 p.
2. Tomes 6 à 10, Dargaud, 2011, 304 p.
3. Tomes 11 à 15, Dargaud, 2011, 304 p.

## Dernier album
Le Train où vont les choses paraît en février 2013 aux éditions Dargaud, avec une préface de Marie-Ange Guillaume. Le précédent album de la série Philémon était paru en 1987, soit vingt-cinq ans auparavant. Le Train où vont les choses avait été commencé la même année, puis abandonné. « Le récit semblait condamné à rester échoué pour toujours, à l'image de son personnage principal : une locomotive à pattes, appelée la " lokoapattes ", fonctionnant à la " vapeur d'imagination " et embourbée dans des marais brumeux… »
Les cinq dernières planches de l'album reprennent les premières planches du Naufragé du « A », première aventure de Philémon sur les lettres de l'Océan Atlantique. Ainsi, avec ce dernier album, la boucle est bouclée : « J'ai demandé à mon éditeur des photocopies de mon premier Philémon, Le Naufragé du A, pour le relire de près et m'aider à me décoincer. C'est ainsi que m'est venue l'idée d'utiliser les premières pages de cette aventure, et de clôturer l'histoire en les reproduisant dans des tons sépias. Ainsi on pouvait publier l'ensemble, qui atteignait quarante pages, et la boucle était bouclée, dans une sorte de mouvement perpétuel... ».
Les réceptions sont : « Une fois encore, la mélancolie est au cœur de ce train où vont les choses (titre génial, soit dit en passant). ». « Fred n’a rien perdu de sa verve, de son talent, de son génie créatif. ». « L'histoire finit par se mordre la queue. Quittant la couleur, on passe alors à la sépia puis au noir et blanc des commencements - c'est-à-dire les images du premier album, quand, il y a près de cinquante ans, Philémon tombait dans le puits dont, au fond, fuyant un monde "normal" si décevant, il n'est jamais vraiment revenu. On se surprend à l'envier. ».

## Projet de film
Le 17 janvier 2013 à Angoulême, lors de la conférence annuelle des éditions Dargaud au festival international de la bande dessinée, est annoncé un projet de long métrage adapté de la série dessinée par Fred. Ce dernier se montré enthousiaste lors de la projection du pilote du projet de film. La fabrication devait être assurée par deux réalisateurs québécois, Julien Demers-Arsenault et Sébastien Denault, et du producteur Roger Frappier de Max Films. C'est à cette occasion qu'a été annoncé le 16e et dernier tome de la série.